# Завоювання Вадаї Францією
Завоювання Вадаї Францією, Франко-вадайська війна, Вадайська війна — збройний конфлікт, розв'язаний урядом Франції проти Королівства Вадаї, розташованого в Африці на території покритого горами регіону з однойменною назвою в східній частині Чаду — центральній частини Судану, в 1909 році і завершений 1911 року. У результаті військових дії територія Вадаї була анексована і увійшла до складу Французької колоніальної імперії.
У XIX столітті караванники, які дізналися про існування найбільш безпечного відносно до інших маршруту Абеше—Бенгазі (що став можливим завдяки підтримці на території регіону рівня стабільності рядом впливових королів-правителів Вадаї, або, як їх ще називали, колаков (аль-Шаріф (роки правління: 1835–1858), Алі (роки правління: 1858–1874) і Юсуф (роки правління: 1874–1898)), віддали перевагу йому супротив інших існуючих у той час маршрутамм. У роки окупації регіону Францією, 1906–1914, торговий шлях, що проходив територією Сахари, припинив своє існування.

## Передісторія
Розташований на межі пустелі Сахара і густих лісів Екваторіальної Африки, регіон Вадаї, таким чином, є місцем зустрічі ісламської і африканської культур. Іслам став грати переважну роль у регіоні, хоча влада тут здавна перебувала в руках представників негроїдної раси. Про існування султанату Вадаї в Європі було відомо з праць арабських географів, але тільки після відвідин країни Густавом Нахтігалем 1873 року було отримано детальний опис.
На початку XVII століття територія нагір'я Вадаї перебувала під владою султанів Дарфуру. Основним населенням тут був народ маба. Згідно з місцевими переказами, у XV–XVI століттях у Вадаї правили царі з династії Тунджур, що мали свою столицю в Кадамі. Вони не були мусульманами, хоча деякі з них мали арабські імена.
Іслам поширився серед маба завдяки мусульманському законовчителю Абд ал-Каріму, що веде свій рід від халіфів Аббасидам. Він прибув до Вадаї з царства Багірмі, де в Біддері заснував невелику мусульманську громаду. Коли кількість його послідовників примножилася, Абд аль-Карім закликав їх почати священну війну проти клану Тунджур. Перемога в цій війні залишилася за мусульманами, які захопили останнього кадамського царя на ім'я Давид і вбили його. Після цього Абд ал-Карім проголосив себе колаком (султаном) і близько 1635 р. заснував місто Вара, яке стало більше ніж на три століття столицею маба.

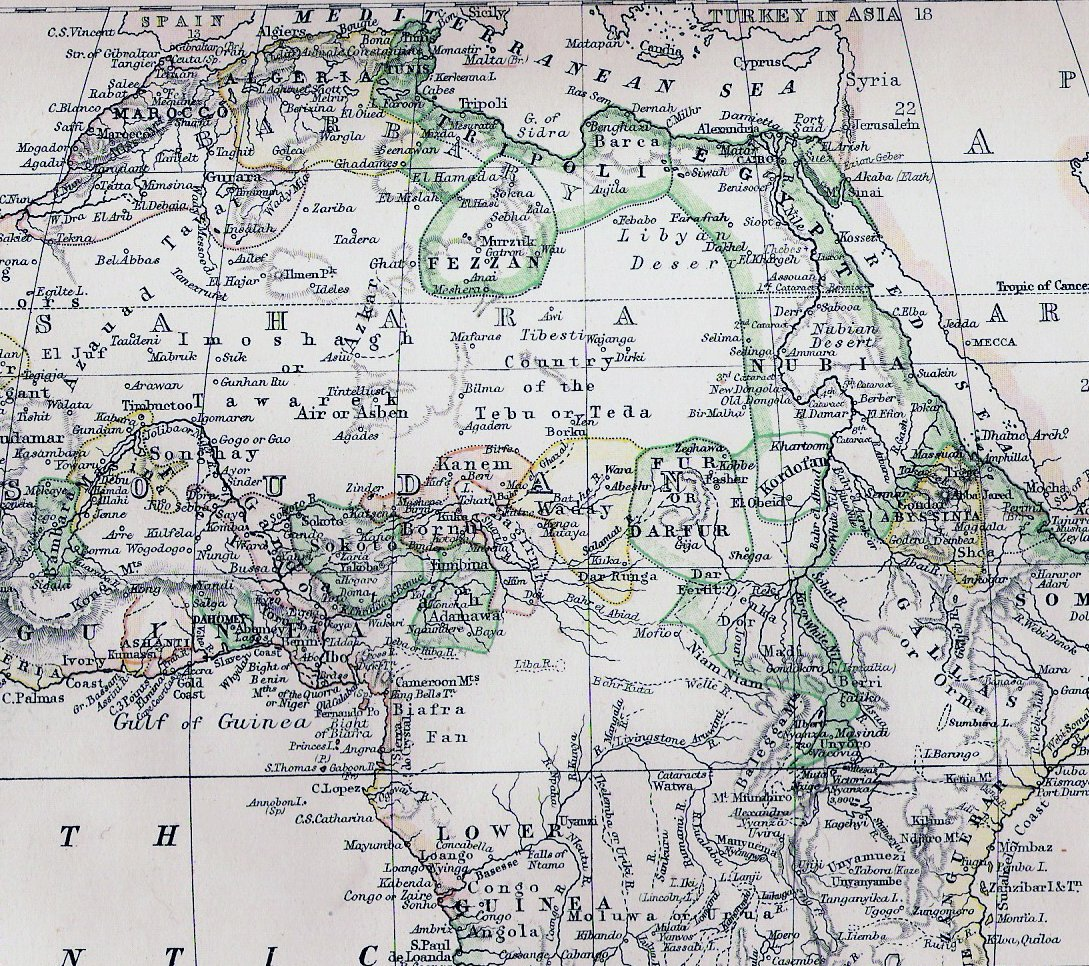
Держави Центральної Африки на карті кінця XIX століття

Султанат Вадаї простягався до суданської області Дарфур, яка стала володінням Англії лише після британської експедиції 1916 року. Географічно це кам'яниста напівпустельна місцевість, багата пагорбами, з частково покритими лісом долинами. В області Дар-Тар висоти досягають 1200 метрів.
Населення султанату складається з різних племен у житті яких важливе місце займала работоргівля і становило три соціальних класи: вищий клас (hourin), клас селян (mesakin), і рабів (abyd). На чолі держави стояв султан (kolak) з особистою свитою 1400 осіб. Султани правили імперією Вадаї майже 400 років, спираючись на вождів (agad) та сільських старійшин (mandjak). Держава поділялася на провінції, правителі яких утримували на свою користь частину податків. У XIX столітті в районах розселення маба феодально-залежні селяни платили фіксовану ренту; застосовувалася праця рабів. На околицях, населених немусульманами, вадайська шляхта збирала необмежену данину.
Через політичну стабільність, що панувала у Вадаї, і пов'язаною з нею безпекою пересування, територією султанату пролягав найбільш прибутковий транссахарський маршрут із Середземного моря до Чорної Африки. Від Абеше, що було найбільшим містом на території сучасного Чаду, шлях розділявся на два, проходячи через Дар-Фур до поселення Ель-Фашер: північний торговий маршрут землями Дар-Тама, і південний паломницький маршрут — через землі племен масалітів. Йдучи ж на північ, цей маршрут з'єднував Абеше з Бенгазі і оазами Куфра.
В останнє десятиліття XIX століття вплив Франції, що просувалася з Конго і від Нігеру, став усе сильніше відчуватися у Вадаї — англо-французька угода 21 березня 1899 віднесла Вадаї до сфері впливу Франції. Тим часом у самому Вадаї спалахнула громадянська війна. У 1900 році султан Ібрахім помер від рани, отриманої в бою, а його наступником став Ахмед Абу Аль-Газалі ібн Алі. Той був попереджений шейхом Сенуссі (Senussi el Mandi) про небезпеку від приходу в регіон християн (тобто французів), але знехтував цим попередженням через протистояння з князями Дудмуррой (братом Ібрагіма) і Асілом. Газіл і Дудмурра, хоча і були членами королівської сім'ї, по лінії матері не належали народності маба; лише Асіл, онук султана Мухаммеда Шаріфа, був чистим маба за походженням.
У грудні 1901 Абу Газалі був вигнаний зі столиці князем Асілом, але цим переворотом скористався Дудмурра. Він захопив Абу Газалі в полон і засліпив його. Асіл втік до Келкеле, на захід від озера Фітрі, і вступив у переговори з французами. Навесні 1904 року, діючи, як вважають, за намовою членів ордена Сенусія, вадайці напали на французькі поштові пости в регіоні Шарі і забрали багато рабів. У Томба (13 травня 1904) вони зазнали нищівної поразки, але незабаром знову відновили свої набіги, про що свідчать постійні сутички на західних і південно-західних рубежах Вадаї в 1905–1907 роках. Бої призвели до посилення позицій французів та їх союзника Асіла.

## Кампанія

### Перший етап

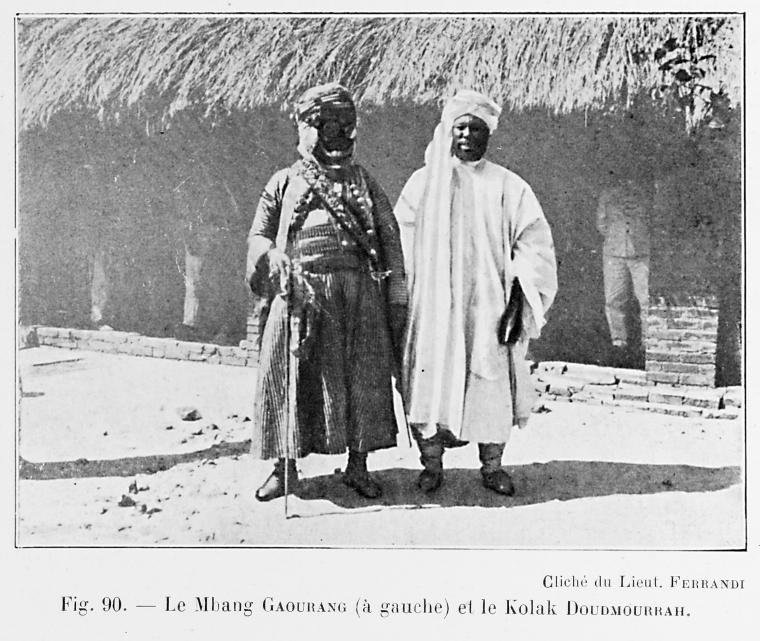
Мбанг Багірмі Абд-ар-Рахман Гуранг (ліворуч) та колак Дудмурра. Фотографія, зроблена в 1918 році лейтенантом Ферранді.

У 1908 Дудмурра, знову ж таки, ймовірно, за сприяння сенуситів, проголосивши джихад. У жовтні 1908 року перед французькими військами уряд поставив завдання «умиротворити» Вадаї. Французький капітан Жан Жозеф Фігеншу, командувач субдистрикту Фітрі, отримав у квітні 1909 року дані про планування нападу султана Вадаї Мухаммеда Саліха, відомого як Дудмурра (Грозний Лев), на поселення Біркет Фатіма. Фігеншу, на чолі загону з 180 сенегальських стрільців з 2 гарматами і 300 союзників з числа прихильників поваленого Дудмуррою Асіла, прямує до столиці султанату, міста Абеші. У битві при Ваді Шаук (він же бій при Джохаме) 1 червня 1909 французький загін розбиває війська Дудмурри, знищивши 360 вадайцев при власних втратах в 2 людини. Самого Фігеншу в цьому бою серйозно поранили в шию.
Французький загін зайняв столицю 2 червня, після короткого бомбардування, але султан встиг втекти на північ, до свого союзника, султана Тадж ад-Діна з області Дар-Массаліт на кордоні з Дарфуром. Новим султаном святкували перемогу французами був посаджений Асіл. Крім цього, вважаючи себе відтепер повноцінними господарями Вадаї, колоніальна влада випустила наказ про здачу всього стрілецької зброї. До жовтня їх контроль поширився на багато провінцій (дари) султанату — Дар-Тама, Дар-Сила, Дар-Рунга і Дар-Кімр. Дар-ель-Масаліт, земля племен масалітів, де сховався в пошуках союзників Мухаммед Саліх, залишався нескореним.
Французьких сил було недостатньо для повного захисту 900-кілометрового кордону із землями масалітів, у безпосередній близькості від місця проживання різних войовничих племен. Перший набіг відбувся наприкінці 1909 року, коли султан Дар-ель-Масаліта Тадж ад-Дін напав на околиці Абеше. Фігеншу, оговтавшись від рани, із загоном сенегальських Стрільців (3 офіцери, 109 рядових) відправився 31 Грудня переслідувати його. 4 січня 1910 року французька колона потрапила в засідку Ваді Кадья, поруч із сучасним Ель-Генейна в Судані, і була майже повністю винищена-лише восьми європейцям і трьом союзникам-африканцям вдалося врятуватися. Воїни султана придбали як трофеї 180 гвинтівок і 20 000 патронів до них.
Після отримання звістки про катастрофу у Ваді Кадья, підполковник Анрі Молл, призначений військовим губернатором Чаду, став готувати каральну експедицію. Через п'ять тижнів після загибелі загону Фігеншу, під командуванням Жюльєна в неспокійний Абеше прибули французькі підкріплення. До цього часу скинутий Дудмурра відновив напади, намагаючись повернути свою владу захопленням столиці, але зазнав поразки 17 квітня поблизу Більтіна одним з братів Асіла на ім'я Сегеірам, і в черговий раз змушений був відступити до масалітів. Водночас, близько 1500 воїнів народності Фора під командуванням Адама Ріджала (Adoum Roudjial), полководця дарфурського султана Алі Дінара, зміцнившись у Гереді, розграбували район Дар-Тами.
Наприкінці березня капітан Шовело (Chauvelot), за наказом командира Жюльєна, зі 120 сенегальськими стрілками і деякими допоміжними військами, напав на укріплений табір Ріджала у Гереди. У півгодинному ближньому бою французький загін, витративши 11 000 патронів, поніс втрати — 2 убитих і 17 поранених, але звернув до втечі дарфурців, які втратили в цьому бою вбитими 200 чоловік.

### Другий етап

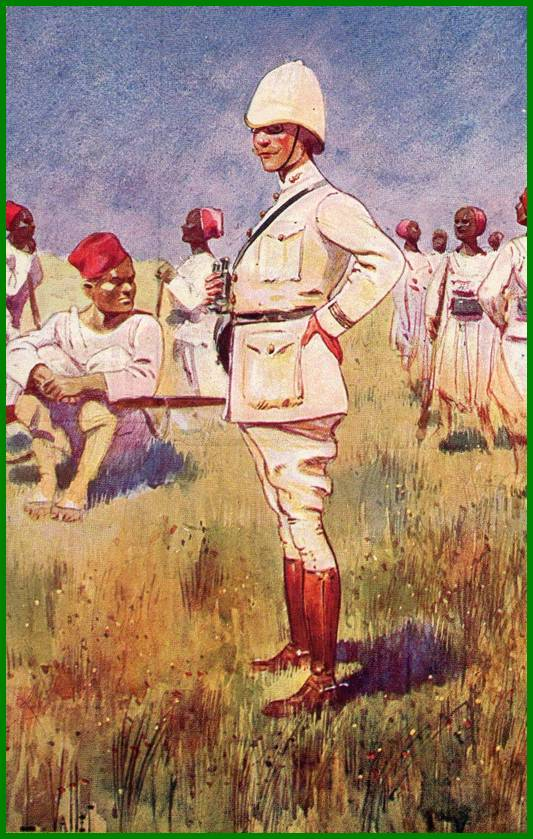
Henri Moll. Акварель роботи Louis Vallet (dessinateur)

У середині 1910 року французька влада сконцентрували в Центральній Африці 4200 солдатів, розділених на дванадцять окремих загонів, по чотири на провінції Убангі-шарі, Чад і Вадай. На початку жовтня приготування до каральної експедиції були завершені, і 26 жовтня Молл із загоном до 600 осіб висунувся до масалітів.
Французькі війська були розділені на дві колони: перша колона, що складалася з трохи більше 300 стрільців (за підтримки 200 чол. допоміжних військ), під командуванням полковника Молла прямувала в бік масалітської столиці Darjil (Drijele), назустріч армії масалітів; друга колона (130 стрільців), яку очолював капітан Арно, повинна була перегородити шлях Дудмуррі при спробі вторгнення в Вадаї.
Перша колона перетнула 5 листопада кордон масалітських земель і 8 листопада досягла Дороте, Зупинившись там для поповнення запасу води. За діями французьких військ спостерігали Тадж ед-Дін і Дудмурра, в армії яких налічувалося від 4 до 5 тисяч вершників. Два султани почали атаку вранці 9 листопада. Здивовані французи не змогли швидко згуртуватися, щоб відбити атаку нападників, які перейшли до руйнування табору. У таборі зав'язалася запекла рукопашна сутичка. Підполковник Молл був смертельно поранений списом у шию. Султан Тадж ед-Дін також був убитий у зіткненні, що звело нанівець згуртованість масалітів, які тут же почали грабувати табір.
Капітан Шовело, повернувшись до початку нападу масалітів з патруля, зібрав на височині виживших бійців — загалом близько 100 Стрільців. Група Шовело вдарила нападників, які почали грабувати табір, в спину, повернула під контроль гармати і змусила масалітів бігти з поля бою. Ті залишили на полі 600 мертвих, в тому числі Тадж ед-Діна і 40 членів його сім'ї. Дудмурра, який втратив основного союзника в особі загиблого султана, також втік. З європейців п'ятеро були в змозі продовжити боротьбу, вісім офіцерів були вбиті, п'ятеро поранені. 28 із 310 сенегальських стрільців були мертві, 69 поранені та 14 зникли безвісти. Боєприпаси були майже вичерпані, практично всі в'ючні і їздові тварини — вкрадені або вбиті, контакту з колоною капітана Арно вже не існувало. Слід було очікувати нової атаки масалітів у будь-який час.
Командир другого загону, капітан Арно, отримавши неясні донесення про поразку біля селища Бір Тавіл, маршем вирушив до місця битви. 17-го листопада колони з'єдналися, а 20-го дісталися до Абеше, де новина про нову катастрофу посіяла паніку серед населення. Бій також викликав переполох у Франції. На місце загиблого Молла був посланий підполковник Ларго, який отримав нові повноваження для боротьби з масалітами.

### Третій етап
Після короткого затишшя, викликаного перегрупуванням і консолідацією бойових загонів, на початку 1911 року французькі війська підпорядкували волі колоніальної влади султана області Дар-аль-Кути. Після цієї операції французи активізували дії на сході, розгромивши Форе, які на той час здійснили набіг на незахищену провінцію Дар-Тама, забравши звідти багато рабів. Одному з підрозділів, під командуванням Шовело, вдалося 11 квітня вигнати Фор з їх бази в поселенні Капка, і ця область перейшла під юрисдикцію Франції.

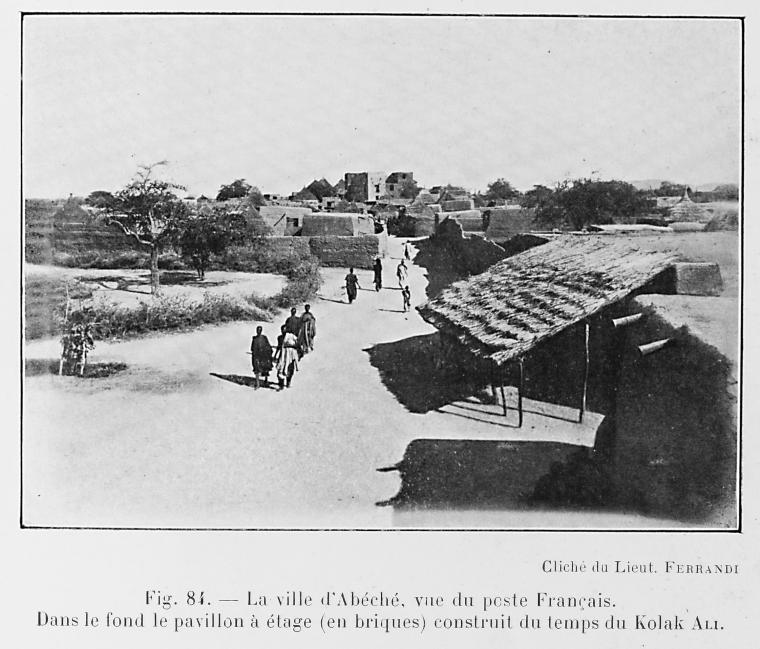
Абеше через 10 років після початку описуваних подій. Будівлі, побудовані за останнього Султана Вадая, 1918 рік

У північних районах гірського масиву Еннеді група мехаристів (верблюжої кавалерії) з 120 вершників і 200 союзників під командуванням майора Іллера (Hillaire), розгромила в травні загони племен Хоан (Khoan) у Сіді-Салеха. Напади банди туарег на виживших Хоан у Кассоана, і 20 травня біля Кафри, змусили тих бігти в Дарфур.
Капітан Шовело 29 червня, при розвідці місцевості, зустрівся з силами Дудмурри, що налічували до 2000 чоловік. Тим часом, в червні — серпні 1911 року в провінції Дар-тама спалахнуло повстання, назване пізніше повстанням Кодої (Kodoi-Rebellion) — племен, які чинили опір збору податків новими господарями континенту. Загін повстанців був швидко розсіяний, але Дудмуррі знову вдалося втекти в землі масалітів. Він запропонував найближчим часом відмовитися від боротьби і скласти зброю, якщо натомість йому буде надано у володіння невеликий домен в прикордонному районі. 14 жовтня Дудмурра офіційно зрікся престолу, передавши владу над Вадаєм французькій делегації, а потім попрямував до Абеше, в'їхавши 27 жовтня в місто на білому коні загиблого підполковника Молла. Після цього він був поміщений під домашній арешт у Форт-Ламі (суасна Нджамена), але при цьому отримував пенсію в розмірі 40 £ на місяць.

## Озброєння
Французька колоніальна армія була представлена в цій війні сенегальськими стрілками (тіральєри), традиційно носили темно-сині кітелі, червоні фески зі спадаючої на плече Блакитний пензлем, бриджі і сандалі з обмотками. Озброєні вони були надійною магазинної гвинтівкою системи Лебеля зразка 1886 року Mle1886 M93, яка з незначними модифікаціями стояла на озброєнні французької армії до 1960 року. Гвинтівка Лебель (fusil Lebel) зразка 1886 року є зброєю з ручною перезарядкою за допомогою поздовжньо ковзного поворотнього затвора, а її скорострільність досягає 10 пострілів в хвилину. Також слід відзначити величезну на ті часи прицільну дальність стрільби — до 2400 метрів. Кулемети не використовувалися французькою колоніальною армією в цих кампаніях. Часто як зброя застосовувався мачете (panga). Офіцери носили стандартну тропічну форму.

Масаліти були відомі в усьому регіоні як войовниче плем'я. Зазвичай вони носили білий одяг, а вищий клас на додаток носив білі тюрбани та перев'язі. У бою вони використовували метальні ножі (60-90 см.) і сокири, а якщо у них була вогнепальна зброя, то в основному це були магазинні гвинтівки компанії Remington Arms.Традиційно масаліти вели бойові дії в групах з авангардом із сотні вершників, за яким слідувала основна колона піхотинців. Кіннота також замикала ходу загону.

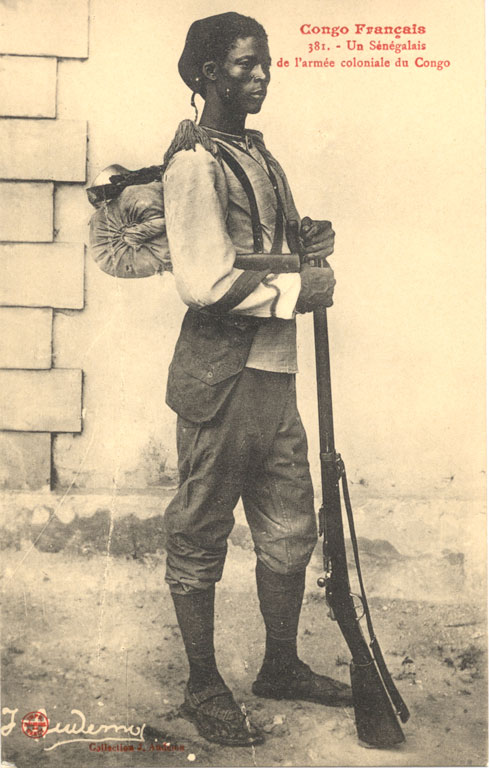
Листівка, яка захопила сенегальського тіральєра з Французького Конго, біля 1905 року
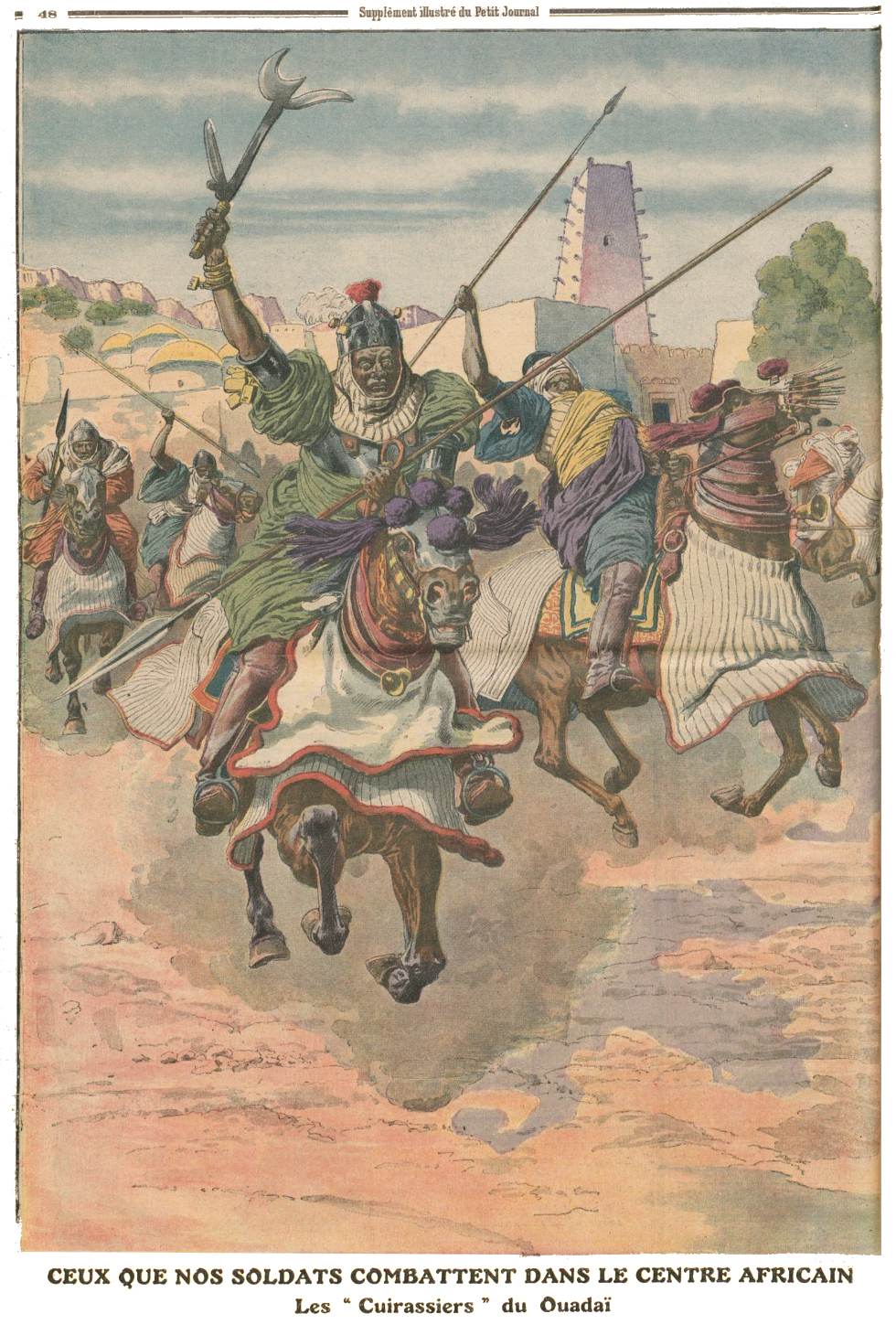
Ілюстрація з «Le Petit Journal» від 6 січня 1907 року, що зображує атаку вадайської кавалерії (Les Cuirassiers du Oudai)